# طاق علی
تاق علی یا طاق علی نام تاقی است واقع در کوه کم ارتفاع شرق شهر کرمان. در داخل این تاق که هلالی با رنگ سفید نقاشی شده «یا علی» نوشته شده‌است. رنگ «یا علی» در قدیم سفید رنگ بوده اما اخیراً در رنگ آن دستکاری شده‌است. نوشته آنقدر بزرگ است که از مسافت‌های دور قابل شناسائی است. علاقه‌مندان به کوهنوردی در کرمان از قدیم به صعود به این کوه و رسیدن به تاق علی علاقه‌مند بوده‌اند. صخره‌های واقع در مسیر این تاق بسیار صاف و صیقلی است و صعود را بسیار دشوار می‌کند.